# بيبي أورتيز
بيبي أورتيز (بالإسبانية: José Luis Ortiz Peláez)‏ هو لاعب كرة قدم إسباني، ولد في 19 مارس 1931 في خيخون في إسبانيا، وتوفي بنفس المكان في 17 يناير 2001. لعب مع ريال سبورتينغ خيخون.